# Летов Š-20
Летов Š-20 (чеш. Letov Š-20) је једноседи ловачки авион направљен у Чехословачкој. Авион је први пут полетео 1925. године. 

После успешних испитивања чехословачко РВ је наручило 105 авиона, од којих су неки кориштени све до 1936. Литванија је наручила 10 авиона који су донекле кориштени до 1935. Један прототип са измењеним мотором је купила Пољска.
Највећа брзина авиона при хоризонталном лету је износила 256 km/h.
Практична највећа висина током лета је износила 7200 метара а брзина успињања 360 метара у минути. Распон крила авиона је био 9,70 метара, а дужина трупа 7,44 метара. Празан авион је имао масу од 728 килограма. Нормална полетна маса износила је око 1048 килограма. Био је наоружан са 2 предња митраљеза калибра 7,7 мм.

## Наоружање
| Наоружање авиона: Летов        |     |
| Ватрено (стрељачко) наоружање  |     |
| Топ                            |     |
| Митраљез                       |     |
| Број и ознака митраљеза        | 2   |
| Калибар                        | 7,7 |
| Бомбардерско наоружање (бомбе) |     |
| Ракетно наоружање (ракете)     |     |